# MS al-Szalam Boccaccio 98
Az MS al-Szalam Boccaccio 98 (arabul: حادث عبارة السلام 98) egy egyiptomi RoRo (roll on-roll off) komp volt, amit az al-Szalam Maritime Transport üzemeltetett. A hajó 2006. február 3-án elsüllyedt a Vörös-tengeren, miközben a szaúd-arábiai Dubából az egyiptomi Szafágába tartó útvonalon közlekedett.
A baleset idején a hajón mintegy 1400 főnyi utas és személyzet, valamint 220 gépkocsi tartózkodott. Az utasok többsége Szaúd-Arábiában dolgozó egyiptomi volt, de akadtak köztük a mekkai zarándoklatról hazatérő muszlimok is. A hajóról elsüllyedése előtt nem érkezett vészjelzés, és a rossz időjárási körülmények a mentést csak hátráltatták. 388 embert sikerült élve kimenteni. A hivatalos jelentés szerint a katasztrófa oka a hajótestben felgyülemlett tengervíz volt, amit a személyzet azért szivattyúzott be, hogy eloltson egy, a hajótérben kiütött tüzet. Az oltáshoz használt víz azonban a pumpák működésképtelensége miatt a hajóban rekedt, amitől a jármű instabillá vált, majd felborult. Amikor a kapitány engedélyt kért, hogy visszafordulhasson a szaúdi kikötőbe, a tulajdonosok arra utasították, hogy folytassa útját, annak ellenére, hogy tudtak a tűzvészről. A hajó üzemeltetőit 2009-ben letöltendő börtönbüntetésre ítélték.

## A hajó története

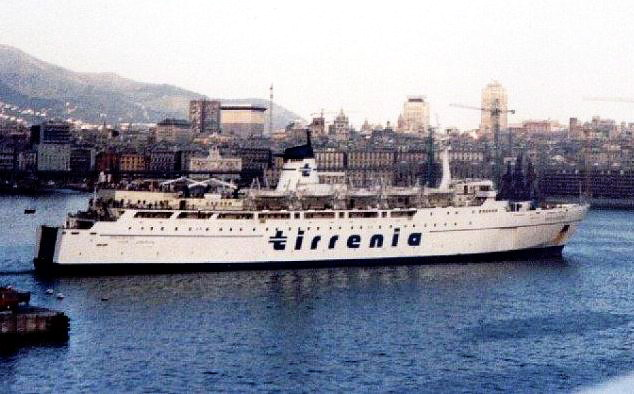
A hajó eredeti állapotában. Itt még csak két utasfedélzete volt, ezt később ötre emelték.

A hajót 1969-70-ben építette az olasz Italcantieri cég, Monfalcone városában, MS Boccaccio néven, az úgynevezett Poeta-hajóosztály részeként, melyet arra terveztek, hogy az Adriai-tenger olasz partvidékén teljesítsenek szolgálatot. A Boccaccio az osztály első tagja volt, később még hét testvérhajója épült. A hajóosztály összes egysége egy-egy itáliai költőről kapta a nevét, ez esetben Giovanni Boccaccioról. Eredeti befogadóképessége 1000 utas és 200 gépjármű volt.
1991-ben, La Speziában a hajó a testvéreivel együtt teljes átalakításon esett át, mely során a felépítményt három plusz fedélzettel toldották meg, az utasok befogadóképességet 1300 főre, a gépkocsikét 320-ra növelték. Ezzel egyidejűleg nagyobb lett a komp merülése, valamint a bruttó űrtartalma is. A Boccacciót 1999-ben megvásárolta a kairói székhelyű al-Szalam Maritime Transport, Egyiptom és a Közel-Kelet legnagyobb privát hajózási társasága, melynek bejegyzett tulajdonosa egy panamai offshore cég, a Pacific Sunlight Marine volt. Ekkor nevezték át el-Szalam Boccaccio 98-ra (arabul: عبارة السلام 98). Innentől panamai zászló alatt hajózott. Panamavárosban regisztrálták, annak ellenére, hogy sosem járt ott.

### Elsüllyedése
A Boccaccio utolsó ismert pozíciója 100 km-re Duba kikötőjétől volt, amikor 2006. február 3-án, kelet-európai idő szerint 22 órakor megszakadt vele a rádiókapcsolat. A túlélők elmondása szerint a hajó gépházában ütött ki a tűz, nagyjából 90 perccel az indulás után, melyet sűrű füst kísért az egész fedélzeten. A tűz legalább három órán át égett. A Boccaccio nem sokkal később megdőlt, majd néhány óra elteltével ez fokozódni kezdett. Az egyiptomi belügyminisztérium egyik szóvivőjének a BBC rádiónak adott nyilatkozata szerint a tüzet először sikerült eloltani, de nem sokkal később ismét fellángolt, ezután a hajó mintegy 10 perc alatt felborult, majd elmerült, mintegy 90 kilométerre Gurdaka partjaitól. A személyzet életben maradt tagjai később elmondták, hogy a katasztrófát lényegében a szakszerűtlenül végzett tűzoltás okozta, mivel az ehhez használt, a hajóba engedett tengervíz a hajótestben rekedt, mert a vízelvezető szivattyúk nem működtek. A baleset idején a térségben már napok óta erős vihar tombolt. Ezek a körülmények hozzájárulhattak a katasztrófához, és megnehezítették a mentési erőfeszítéseket. A tengervíz hőmérséklete kb. 19 °C lehetett. A hajó kapitánya a tűz kitörésekor engedélyt kért az üzemeltetőktől, hogy visszafordulhasson Dubába, ám azok ezt megtagadták tőle. Az égő, süllyedő komp elhagyására az utasokat egyszer sem szólították fel. Hoszni Mubárak elnök elmondása szerint a mentőcsónakok száma sem felelt meg az előírtaknak.
Az al-Szalam Boccaccio 98 egy roll on-roll off komphajó volt. Ez a kialakítás lehetővé teszi, hogy a járművek a komp egyik végén felhajtsanak, a másikon pedig lehajtsanak, ami azt jelenti, hogy sem a hajónak, sem a fedélzeten lévő járműveknek nem kell emiatt megfordulnia. Ez azt is jelenti, hogy a hajótér egy hosszú, egyterű kamra, amely végigvezet az egész járművön. Ahhoz, hogy a gépkocsik be- és kihajtása zökkenőmentesen működjön, a rámpáknak a vízszint közelében kell lenniük. Ha ezek zárószerkezete nem működik megfelelően, vagy a hajó megdől, és a rámpa tengerszint alá kerül, a víz beszivároghat. Hasonló okokból szenvedett balesetet a Herald of Free Enterprise 1987-ben, az Estonia 1994-ben, és a Szevol 2014-ben.
Az 1980-as években a hajón több átalakítást is végeztek, többek között két utasfedélzettel bővítették, és kiszélesítették a teherfedélzeteket is. Ez destabilizálhatta a hajót, mivel a merülése csak 5,9 m volt. Az erős széllel kombinálva a túlméretezett hajó - ha a bekerült víz egyensúlyából kibillentette - könnyen felborulhatott.
A hajó roncsa, benne az áldozatok nagy részével nagyjából 800 méter mélyen nyugszik. A jármű adatrögzítőjét megtalálták, és felszínre hozták.

### A mentés
Az al-Szalam Boccaccio 98 személyzete nem adott le vészjelzést a baleset előtt, így a hajó egyszerűen eltűnt a radarról. Automata vészjelzőjének riasztását a Brit Királyi Légierő érzékelte Skóciában, és Franciaországon keresztül továbbították az egyiptomi hatóságoknak. A mentésre érkező parti őrség hajói már csak holttesteket és túlélőkkel teli mentőcsónakokat találtak. A hajó ekkor már legalább hat órája elsüllyedt. Ugyanezt a jelzést egy másik egyiptomi hajó is fogta, de a rossz idő miatt figyelmen kívül hagyta. A Reuters hírügynökség arról számolt be, hogy több tucatnyi holttest lebegett a Vörös-tengeren. A Guardian szerint ez a szám több száz volt. A területet a baleset után helikopterekkel, valamint olasz és brit hadihajókkal kutatták át, így összesen 388 túlélőt sikerült kimenteni. Izrael felajánlotta a segítséget Egyiptomnak a keresésben és a mentésben, de elutasították azt. Az Egyesült Államok Légiereje egy P–3 Orion repülőgéppel vette ki a részét az akcióból. Több túlélő arról számolt be, hogy látta a hajó kapitányát, amint elsőként hagyja el a hajót az egyik mentőcsónakban. Ennek ellentmond, hogy a kapitányt máig eltűntként tartják számon. A balesetben valamivel több, mint 1000 ember életét veszítette.

## A vizsgálat
Napokkal a katasztrófa után az üzemeltető cég szafágai központjánál kisebb zavargások voltak, a tömeg betört az épületbe, és jelentős károkat okoztak, több berendezési tárgyat felgyújtottak, megrongáltak.
2008 júliusában a komp tulajdonosát, Mamduh Iszmail üzletembert egy egyiptomi bíróság felmentette a katasztrófával kapcsolatos vádak alól. Egy korábbi parlamenti vizsgálat Iszmail cégét tette felelőssé a katasztrófáért, mondván, hogy a hajót annak ellenére engedték közlekedni, hogy közben tudták, súlyos műszaki hiányosságok állnak rajta fenn. Az előkerült adatrögzítő hanganyagai bizonyították, hogy a személyzet, és a tulajdonosok a felelősek a süllyedésért, amikor a vészhelyzet ellenére nem engedték kikötni a kompot. A tulajdonos, Mamduh Iszmail a baleset idején parlamenti képviselő volt Egyiptomban, így sokan arra gyanakodtak, hogy politikai kapcsolatai révén maradt el a felelősségre vonás.
2009. március 11-én az előző ítéletet érvénytelenítve Mamduh Iszmailt hét év letöltendő börtönbüntetésre ítélték, valamint két másik igazgatósági tag három-három év börtönt kapott.
14 évvel a baleset után, 2020 májusában az Európai Unió Bírósága azt a döntést hozta, hogy a túlélők, és az áldozatok családjai kártérítési pert indíthatnak a hajót minősítő olasz hatóságok ellen.